# Nesiotites
Nesiotites é um gênero mamífero da família Soricidae.

## Espécies
- Nesiotites hidalgo (Bate, 1944)
- Nesiotites similis (Hensel, 1855)